# Edvard Petrén (präst)

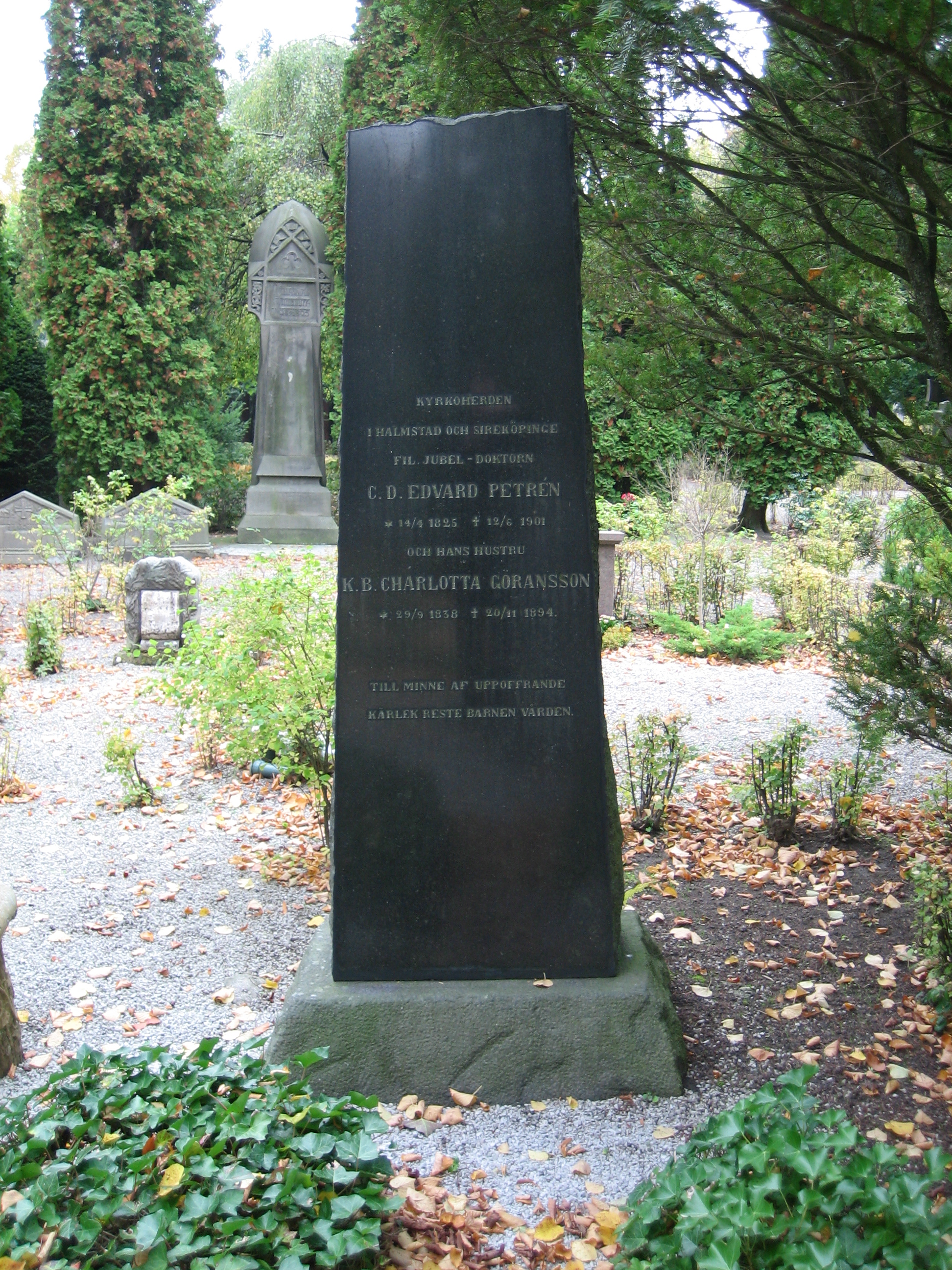
Edvard Petréns grav på Östra kyrkogården i Lund.

Carl Daniel Edvard Petrén, född 14 april 1825 i Östra Ryds socken i Östergötlands län, död 12 juni 1901 i Halmstads socken i Malmöhus län, var en svensk präst.

## Familj
Petrén var son till kvarnägaren Carl Henrik Pettersson (1803–1834) och Kristina Maria Rudelius (född 1803). Efter att fadern hade dött, flyttade modern med sina barn till sin bror, professor Carl Johan Hill i Lund, där Edvard växte upp. Han tog efternamnet Petrén efter sin farbror Anders Petrén (1793–1834), som vid sin död var lärare vid Motala verkstads växelundervisningsskola. Edvard Petrén var gift med Kerstin Beata Charlotta (Charlotte) Göransson (1838–1894), dotter till stadsnotarien i Lund, vice häradshövding Jöns Göransson (1806–1864) och kyrkoherdedottern Petronella Christina Brorström (1806–1842). De fick tillsammans 14 barn, av vilka nio söner och tre döttrar växte upp. Av syskonen blev fyra professorer och två statsråd. Bland dessa märks yngsta dottern Louise, som 1911 blev filosofie doktor i matematik, samt sönerna Thure, Edvard, Alfred, Karl, Bror, Jakob, Gustaf, Viktor och Ebbe.

## Utbildning och karriär
Petrén blev student vid Lunds universitet 1842, prästvigd 1848 och filosofie magister 1850 och tjänstgjorde i åtta år på Lunds universitetsbibliotek. År 1868 utnämndes han till kyrkoherde i Halmstads och Sireköpinge församlingar i Malmöhus län. Under åren 1876–1896 var han av Malmöhus läns landsting utsedd till inspektör över de i länet varande manliga och kvinnliga folkhögskolorna. Under åren 1879–1881 var han folkskoleinspektör i Oxie, Skytts och Vemmenhögs härad, 1882–1892 i Onsjö, Rönnebergs, Luggude, Södra och Norra Åsbo samt Bjäre härad. Då landstinget år 1880 tillsatte en kommitté för uppgörande av förslag till ordnande av en läroanstalt för utbildning av småskollärarinnor, insattes han i denna kommitté och blev dess ordförande, liksom han hela tiden från 1881 var ordförande i nämnda läroanstalts styrelse. Under åren 1878–1880 var han inspektör över de av landstinget understödda privata seminarierna i Landskrona och Ystad för utbildandet av småskollärarinnor. Då landstinget av 1883 tillsatte en kommitté för uppgörande av förslag angående kvinnlig slöjd, blev han även denna kommittés ordförande.